# Vincenzo Franceschelli
Vincenzo Franceschelli (Milano, 11 ottobre 1947) è un giurista italiano.

## Biografia
Dopo la maturità classica presso il Liceo classico Giovanni Berchet di Milano, si laurea nel 1971 in Diritto civile all'Università Statale di Milano con una tesi di laurea che ottiene nel 1973 il premio Camillo Giussani. Nel 1980 vince all'unanimità il concorso a cattedra di Diritto civile ed è nominato professore ordinario nel 1984.
Ha insegnato a Trieste (Diritto privato comparato, Istituzioni di diritto privato e Diritto civile), a Milano-Bicocca (Istituzioni di diritto privato), a Siena (Diritto civile) e a Parma (Istituzioni di diritto privato).
Dal 2008 al 2014 è stato membro del collegio arbitrale della Camera di Commercio di Milano.
È stato nominato membro del Consiglio nazionale degli utenti, presso l'Autorità per le garanzie nelle comunicazioni ed eletto vicepresidente. 
È direttore della Rivista di diritto industriale e della collana "Diritto delle nuove tecnologie". È stato direttore della collana "Studi di diritto privato dell'economia" del Dipartimento di Scienze Economico-Aziendali e Diritto per l'Economia. 
È stato il fondatore dell'Istituto di Diritto privato dell'Economia che ha diretto dal 1997 al 2001. Nel 2005 è stato eletto Direttore del costituendo Dipartimento di Diritto per l'Economia. 

## Pensiero
Si è interessato allo studio dei rapporti di fatto e alla elaborazione di una teoria generale dei rapporti di fatto. Nell'ambito di questi particolare influenza hanno avuto gli studi sulla rilevanza della convivenza more uxorio con la definizione della convivenza come fenomeno sociale produttivo di effetti giuridici. Dalla fine degli anni '80, con la diffusione dei computer e la nascita dell'informatica, dedica a questi temi studi, articoli, note a sentenza, relazioni, che trovano collocazione sistematica nel volume Computer e diritto (1989). 
Un terzo filone di studi attiene al diritto industriale, con particolare riguardo ai segni distintivi e al diritto d’autore. L'interesse per il tema dei marchi risale all'inquadramento del fenomeno dei marchi non registrati nella tipologia dei rapporti di fatto, essendo infatti ricostruito il marchio di fatto come un elemento della fattispecie generale. L'interesse per i temi collegati al diritto d'autore è espresso, in forma sistematica, nella monografia Il diritto d’autore (2009). I più recenti sviluppi delle nuove tecnologie lo portano al diritto delle comunicazioni e alla monografia Convergenza (2009), in cui difende la libertà della rete come strumento per la libera circolazione della cultura, e come strumento moderno per la libera manifestazione del pensiero, nel quadro delle libertà costituzionali.
Rilevanti sono stati altresì gli studi in tema di turismo, che hanno segnato il passaggio dalla legislazione del turismo ad un diritto del turismo definito nei suoi contenuti: questo percorso è espresso nel volume Le stagioni del turismo. Il viaggio - Il diritto - La vacanza (2021).

## Opere

### Saggistica
- La separazione di fatto, Giuffrè Editore, Milano, 1978
- I rapporti di fatto. Ricostruzione della fattispecie e teoria generale, Giuffrè Editore, Milano, 1984
- Computer e diritto, Maggioli Editore, Rimini, 1989
- Introduzione al diritto privato, Giuffrè Editore, Milano, 1994
- Il nuovo diritto internazionale privato (La Legge n. 281/1995 di Riforma del sistema italiano), Le Guide del Sole 24 Ore, 'Milano, 1995
- Concorrenza e antitrust: profili generali, Giuffrè Editore, Milano, 1998
- Convergenza. La "convergenza" nelle telecomunicazioni e il diritto d'autore nella società dell'informazione, Giuffrè Editore, Milano, 2009
- Diritto, Pixel di Egea, Milano, 2019[5]
- Diritto privato, Giuffrè Francis Lefebvre Editore, Milano, 2020[6]
- Le stagioni del turismo. Il viaggio - Il diritto - La vacanza, Milano, Key Editore, 2021

### Curatele
- La tutela della privacy informatica, Giuffrè Editore Milano, 1998
- Subfornitura, Giuffrè Editore, Milano, 1999
- (co-curatela con Gabriele Silingardi) Manuale di diritto del turismo, Giappichelli Editore, Torino, 1999
- Commercio elettronico, Giuffrè Editore, Milano, 2001